# Epidendrum oxapampense
Epidendrum oxapampense är en orkidéart som beskrevs av Eric Hágsater. Epidendrum oxapampense ingår i släktet Epidendrum och familjen orkidéer. Inga underarter finns listade i Catalogue of Life.